# Jardins de France (rose)
Pour les articles homonymes, voir Jardins de France.
'Jardins de France' (connu sous le nom de 'Kurfürstendamm' dans les pays germanophones) est un cultivar de rosier floribunda obtenu en 1998 par la rosiériste française Michèle Meilland. Il doit son nom à la revue Jardins de France, éditée par la Société nationale d'horticulture de France.

## Description
Le petit buisson au feuillage sombre de 'Jardins de France' s'élève de 90 cm à 100 cm. Il montre des roses doubles en coupe (26-40 pétales) de couleur rose, de 9 cm de diamètre, en bouquets de trois à huit fleurs. Leur couleur est rose saumoné en fin de floraison. La floraison est remontante.
Sa zone de rusticité est de 7b à 9b ; son pied a besoin d'être protégé lorsque l'hiver est rigoureux. Il doit être taillé à la fin de l'hiver.
Il est issu de 'Céline Delbard' × 'Laura' (hybride de thé, Meilland, 1981)

## Distinctions
- Troisième prix de Lyon, 1999
- Premier prix de Bagatelle (Paris), 1998
- Médaille d'argent de Saverne, 1998
- Médaille d'or de Genève et prix de l'État de Genève, 1998